# Eumimesis germana
Eumimesis germana là một loài bọ cánh cứng trong họ Cerambycidae.